# Starburstgalax

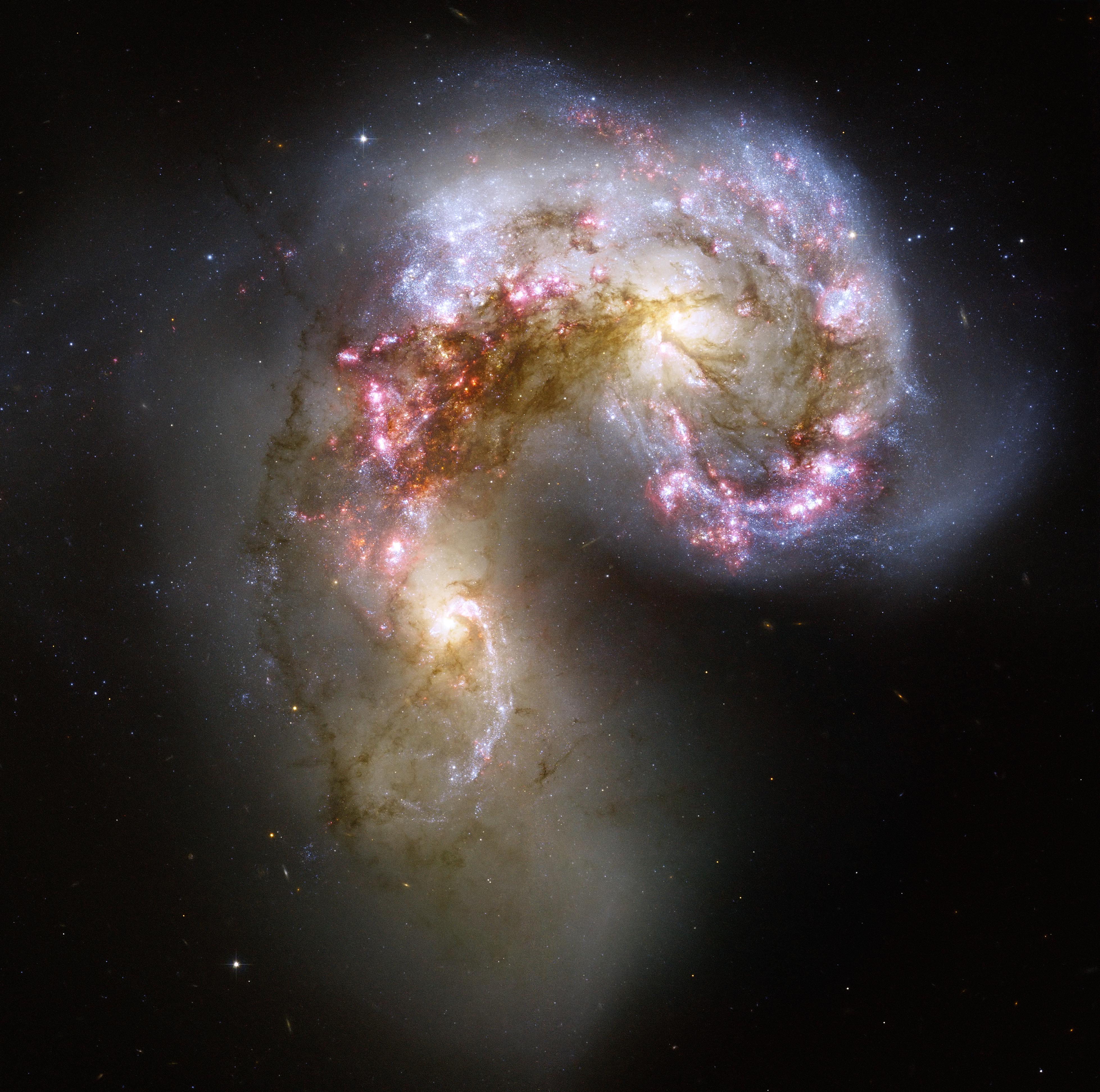
Antenngalaxerna är exempel på galaxer som genomgår en explosionsartad tillväxt av nya stjärnor, starburst, vilket är ett resultat av kollisioner mellan galaxerna NGC 4038 och NGC 4039. Bild: NASA/ESA

En starburstgalax (engelska starburst galaxy) är en galax med en exceptionellt hög, närmast explosionsartad, produktionstakt av nya stjärnor jämfört med vanliga galaxer. 
Vanligen genomgår galaxer en sådan process efter en kollision eller nära kollision mellan två galaxer. Takten av nya stjärnor som bildas är så hög för en galax som genomgår denna process att om takten skulle upprätthållas skulle gasreservoarerna ta slut på tämligen kort tid i förhållande till galaxens dynamiska livslängd. Av detta skäl antas det att dessa processer är tillfälliga. 
Välkända starburstgalaxer är bland andra M82, M81, Antenngalaxerna och IC 10. M83 har kommit i rampljuset efter nya mätningar med en så kallad "GHaFaS"-interferometer (Galaxy H-alpha Fabry-Perot System).